# ماورتشهاوس
ماورتشهاوس (النطق بالهولندية: [ˈmʌurɪtsɦœys]؛ بالإنجليزية: Maurice House) هو متحف للفن في لاهاي في هولندا. يضم المتحف الخزانة الملكية من اللوحات التي تتكون من 841 قطعة، ومعظمهم من لوحاتالعصر الذهبي الهولندي. تتضمن المجموعات أعمال يوهانس فيرمير، وريمبراندت فان رين، وجان ستين، وبولوس بوتر، وفرانس هالس، وجاكوب فان رويسديل، وهانز هولبين الأصغر، وغيرهم. في الأصل، كان المبنى في القرن الـ17 مقر إقامة الكونت جون موريس من ناسو. وهو الآن ملك لحكومة هولندا، و مدرج في أفضل 100 موقع من مواقع التراث الهولندي.

## التاريخ

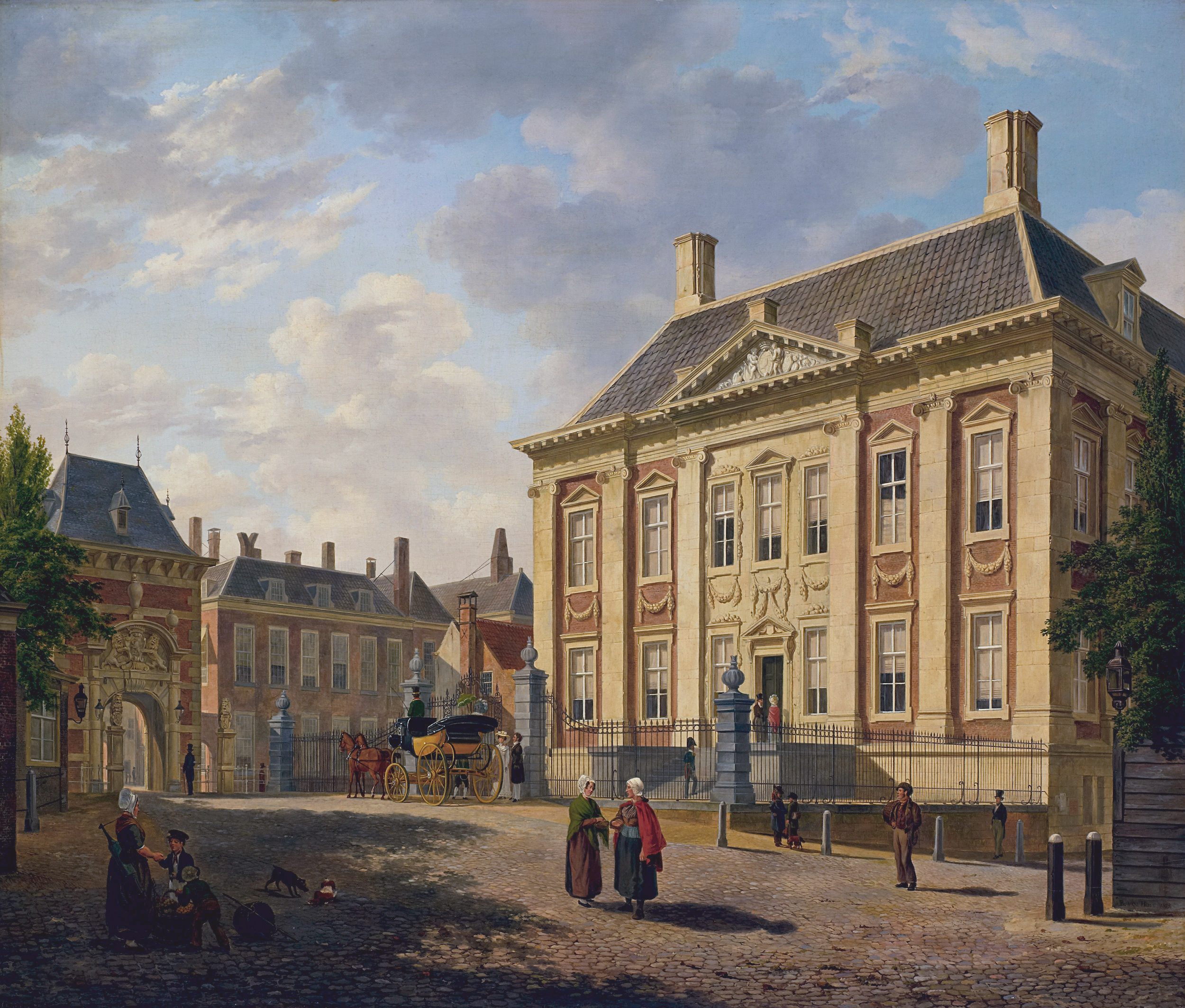
ماورتشهاوس عام 1825.

في عام 1631، اشترى جون موريس، أمير ناسو-سيجن، ابن عم الستاتهاودر فريدريك هنري، قطعة أرض على حدود بينهوف وبركة هوففيجر المجاورة في لاهاي، التي كانت في ذلك الوقت المركز السياسي للجمهورية الهولندية. على قطعة الأرض، تم بناء ماورتشهاوس كمنزل بين 1636 و 1641، خلال حكم جون موريس للبرازيل الهولندية. تم تصميم المبنى الكلاسيكي الهولندي من قبل المهندسين المعماريين الهولنديين جاكوب فان كامبين وبيتر بوست. المبنى المكون من طابقين متناظر تماما ويحتوي على أربع شقق وصالة كبيرة. وقد تم تصميم كل شقة وبها حجرة انتظار، وغرفة، وخزانة، ومرحاض. في الأصل، كان للمبنى قبة، التي دمرت في حريق في 1704.
بعد وفاة الأمير جون موريس في 1679، كان المنزل مملوكا لعائلة ميس، التي أجّرت البيت للحكومة الهولندية. في عام 1704، تم تدمير معظم المناطق الداخلية من ماورتشهاوس بالنار. أعيد ترميم المبنى بين عامي 1708 و 1718.
في عام 1774، تم تشكيل معرض فني مفتوح للجمهور في ما يعرف الآن بمعرض الأمير وليام الخامس. تم الاستيلاء على هذه المجموعة من قبل الفرنسيين في 1794 واستردت جزئيا فقط في 1808. وُجد أن مساحة المعرض صغيرة جدا، مع ذلك، في عام 1820، تم شراء ماورتشهاوس من قبل الدولة الهولندية لغرض تخزين مجموعة اللوحات الملكية. في عام 1822، افتتح ماورتشهاوس للجمهور، ويضم الجموعة ملكية من اللوحات والمجموعة الملكي من التحف. في عام 1875، أصبح المتحف بأكمله متاحا للوحات.
تمت خصخصة ماورتشهاوس في عام 1995. تولت المؤسسة التي أنشئت في ذلك الوقت المسئولية على كل من المبنى والمجموعات الفنية، التي أعطيت على قرض طويل الأجل. تم استئجار هذا المبنى، الذي هو ملك للدولة من قبل المتحف. في عام 2007 أعلن المتحف رغبته في التوسع. في عام 2010 تم تقديم التصميم النهائي. وأن المتحف سيشغل جزءا من مبنى سوسيتيت دي ويت القريب. وسيتم ربط المبنيين عبر نفق تحت الأرض، تم العمل تحت إشراف كورت فيجفيربيرج. بدأ التجديد في عام 2012 وانتهى في عام 2014. خلال التجديد، تم عرض حوالي 100 من لوحات المتحف في جيمينتيموسيوم في معرض هايليتس ماورتشهاوس. تم تقديم حوالي 50 لوحة أخرى، بما في ذلك "الفتاة ذات القرط اللؤلؤي"، على سبيل الإعارة للمعارض في الولايات المتحدة واليابان. أعيد افتتاح المتحف في 27 حزيران / يونيو 2014 من قبل الملك ويليم - ألكسندر.

## المجموعة
تم تقديم مجموعة لوحات حاكم الولاية وليام الخامس، أمير أورانج إلى الدولة الهولندية من قبل ابنه الملك ويليام الأول. شكلت هذه المجموعة أساس المجموعة الملكية من لوحات من حوالي 200 لوحة. تسمى المجموعة حاليا معرض الصور الملكي. تتألف المجموعة الحالية من ما يقرب من 800 لوحة، وتركز على الفنانين الهولنديين والفلمنكيين، مثل بيتر برغيل وباولوس بوتر وبيتر بول روبنز وريمبرانت فان رين وجاكوب فان رويسديل ويوهانس فيرمير وروجيه فان ديرر وايدن. هناك أيضا أعمال لهانز هولبين في مجموعة ماورتشهاوس.

### أعمال مختارة

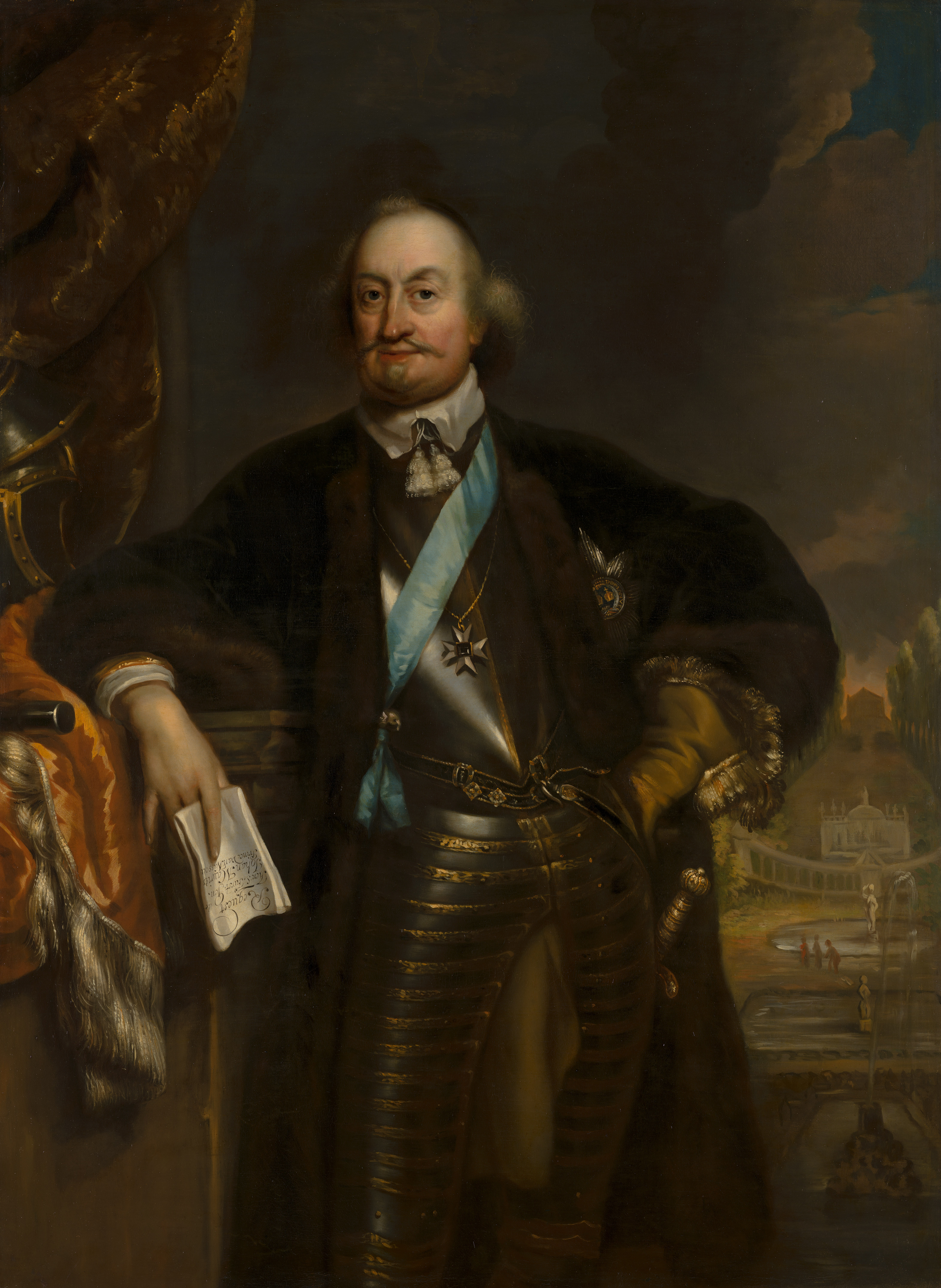
الأمير جون موريس مرسومة بواسطة جان دي باين.
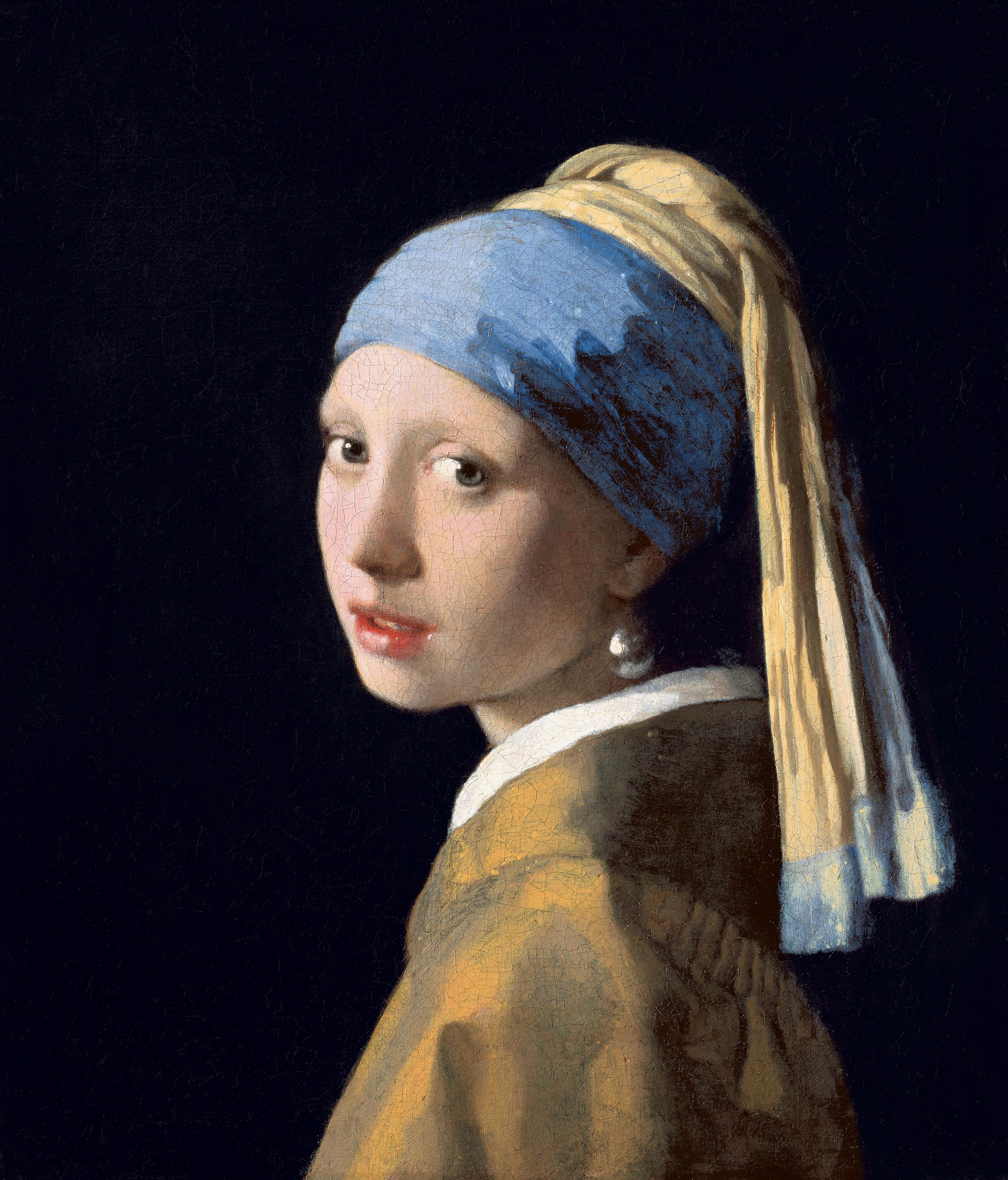
جوهانس فيرمير الفتاة ذات القرط اللؤلؤي (حوالي 1665)
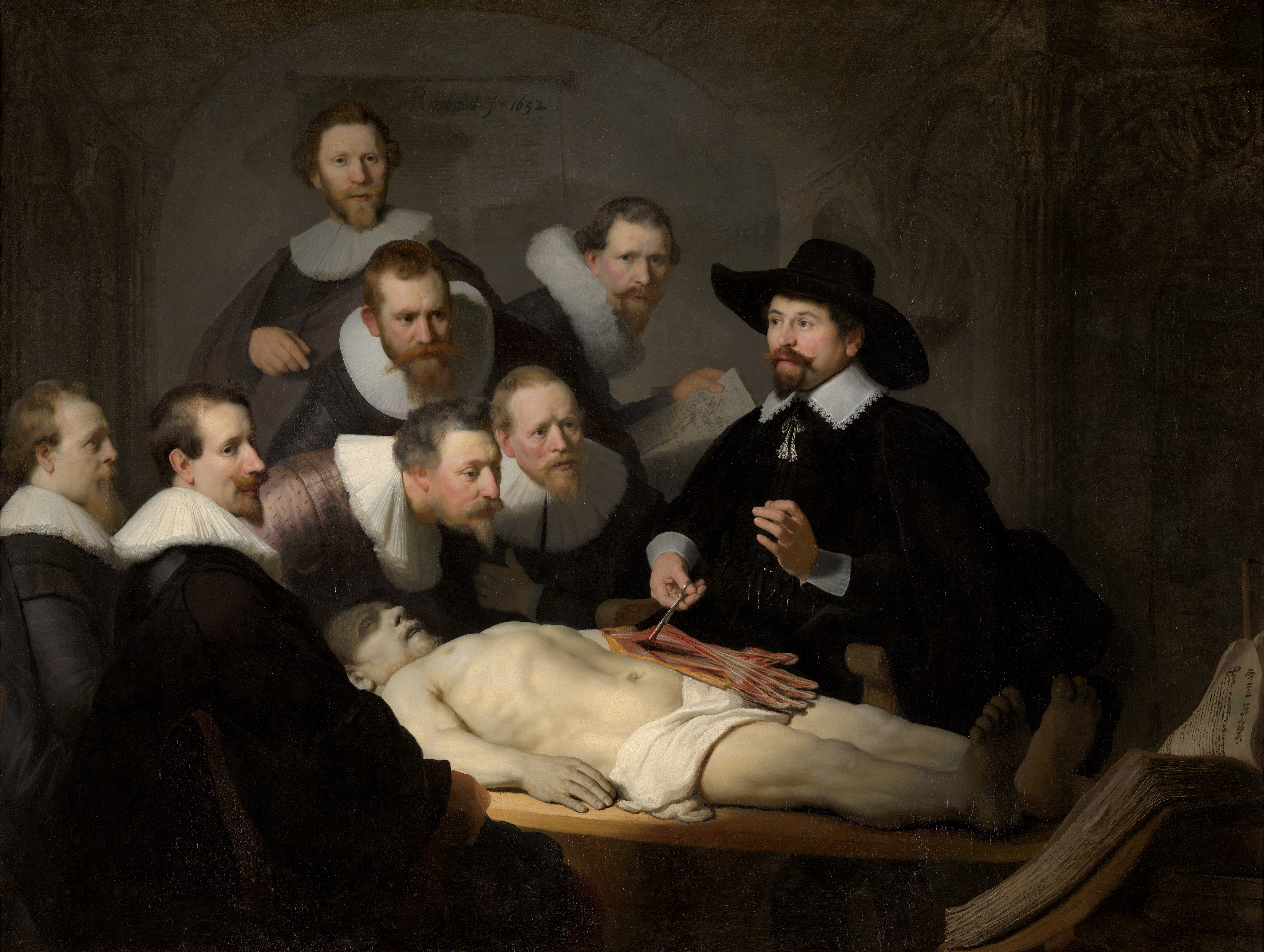
رامبرانت فان راين درس تشريح للدكتور نيكولايس تولب (حوالي 1632)
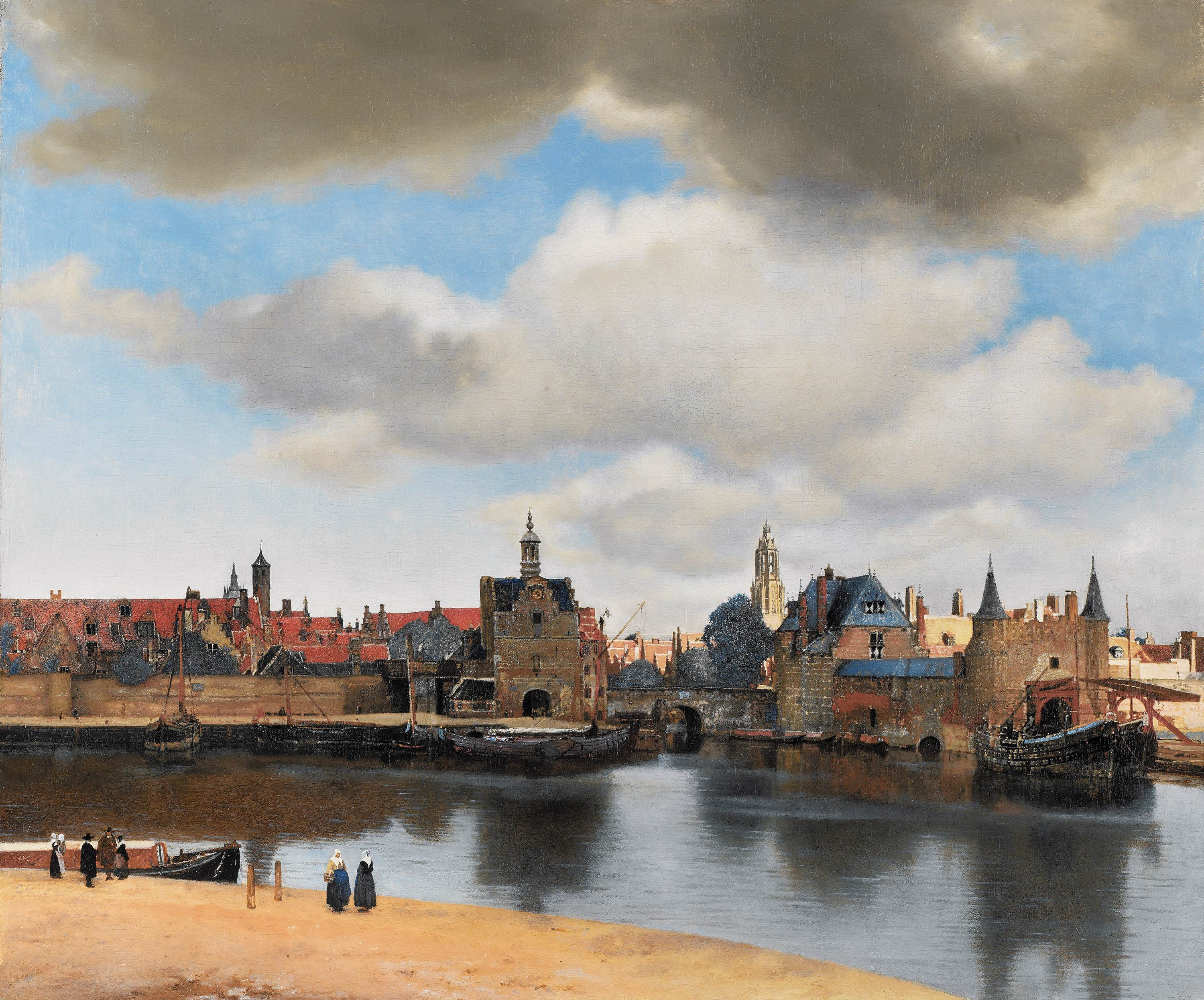
جوهانس فيرمير منظر لديلفت (حوالي 1660)
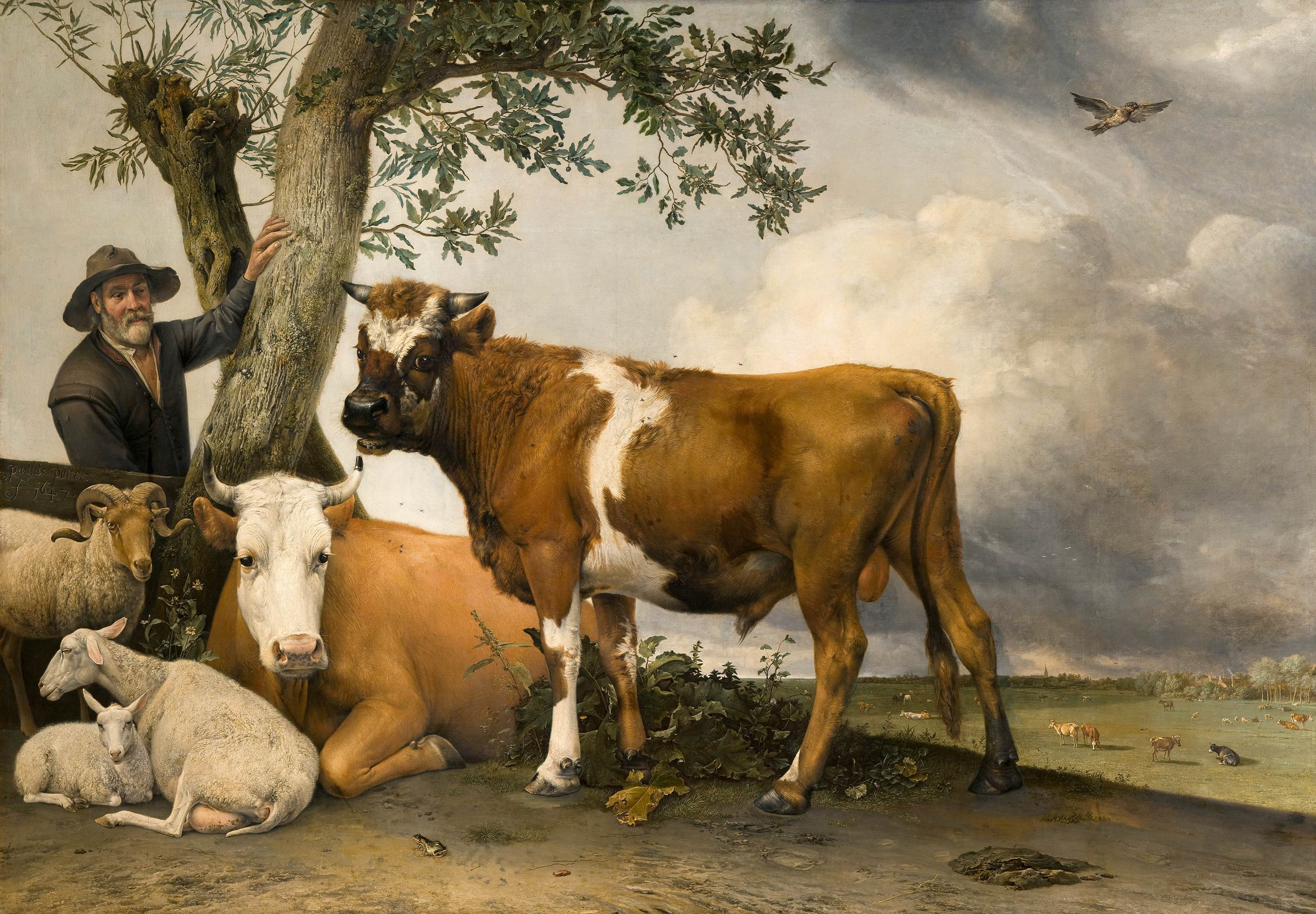
بولس بوتر الثور الصغير (1647)
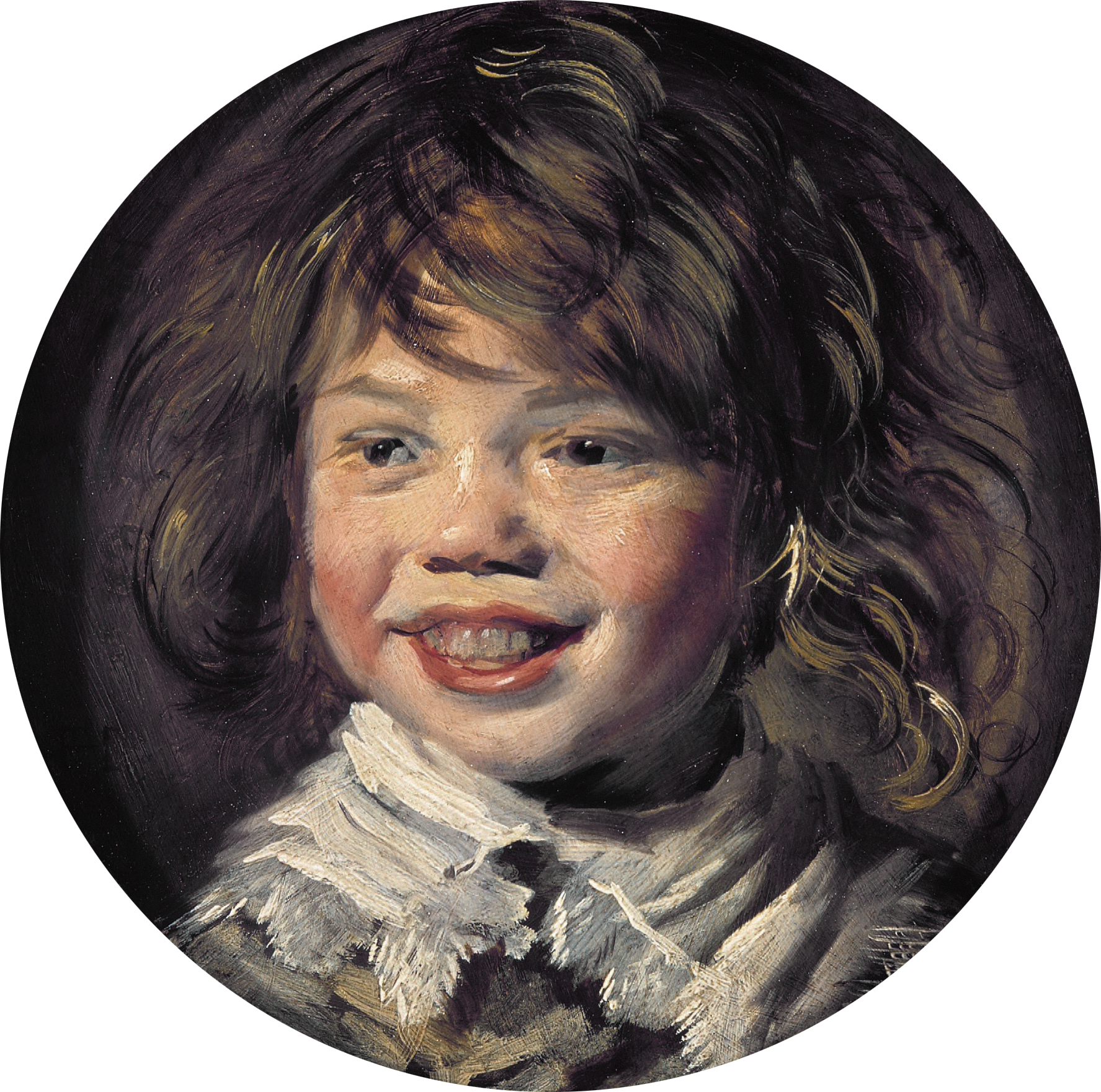
فرانس هالس الفتى الضاحك (حوالي 1625)
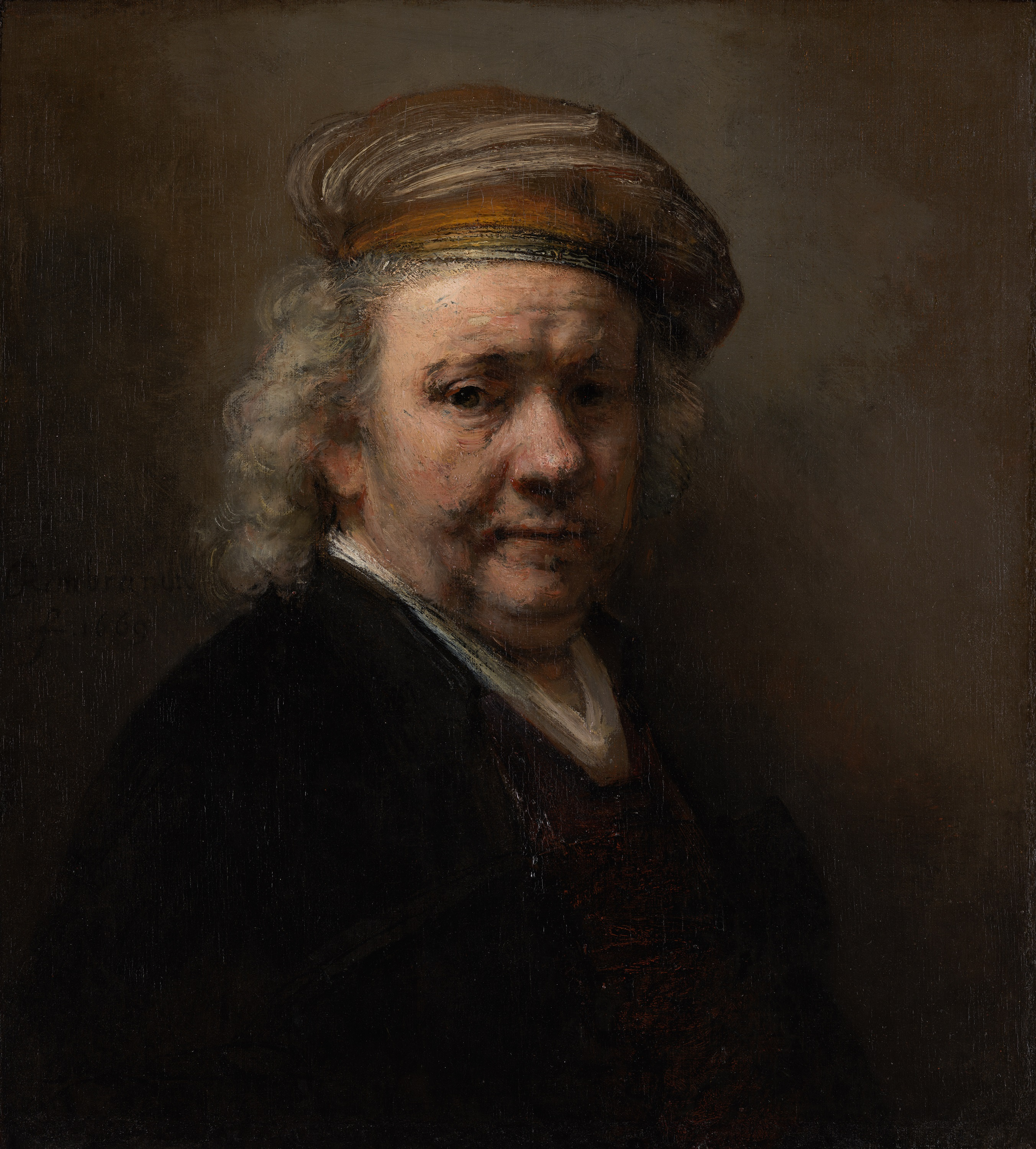
رامبرانت فان راين صورة ذاتية (1669)
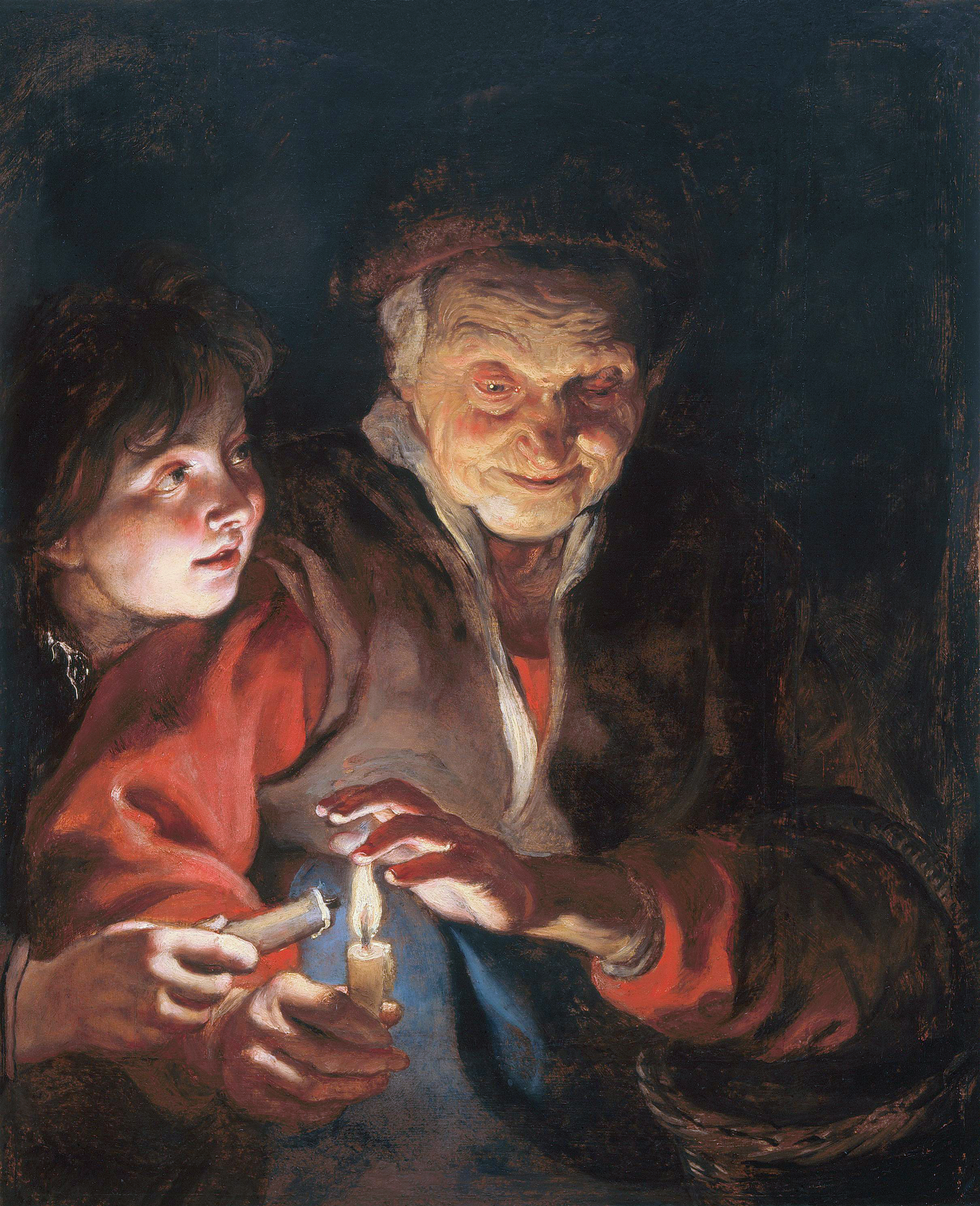
بيتر بول روبنز مشهد ليلة (ج 1616/17)
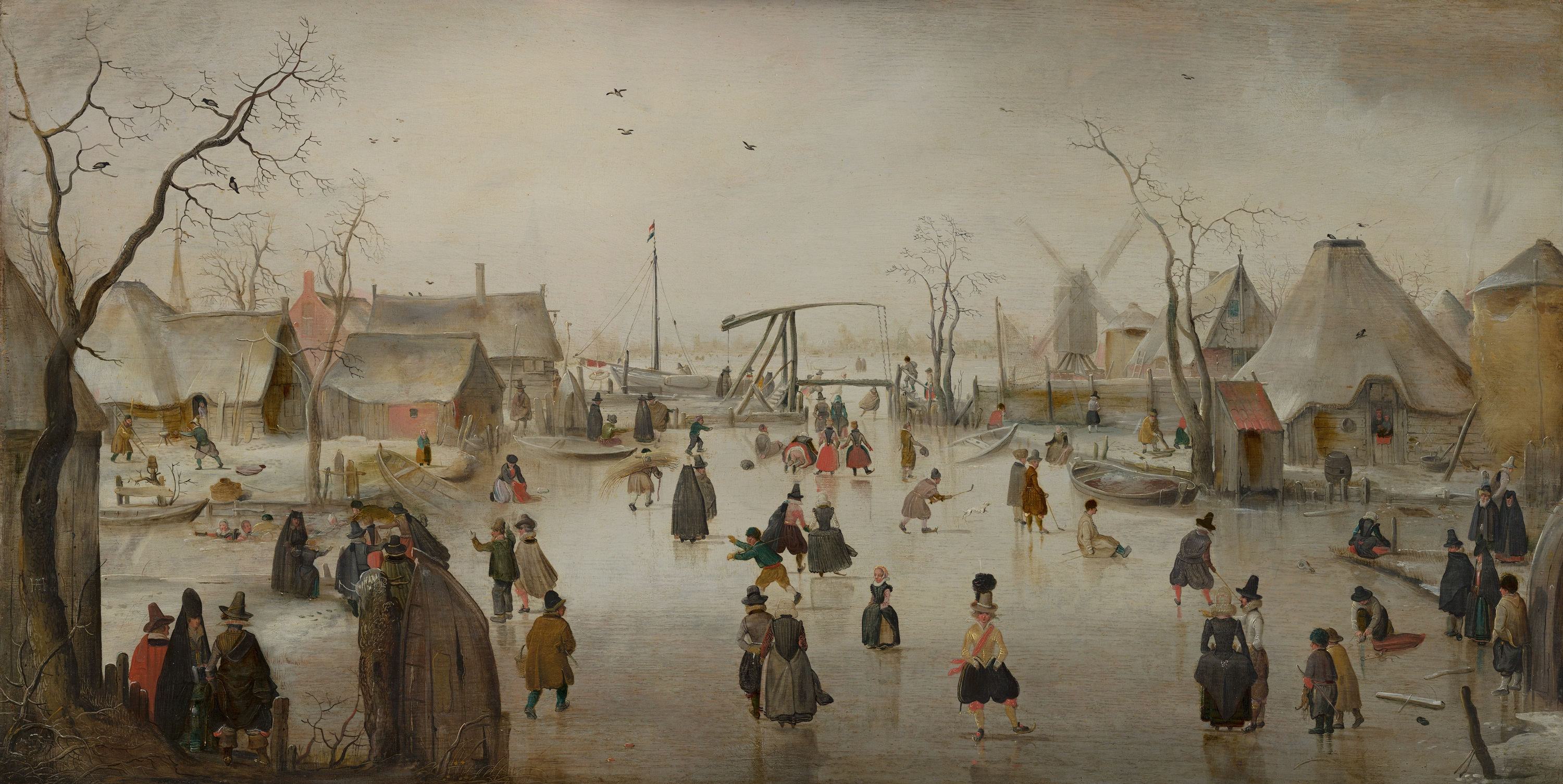
هندريك أفركامب على الجليد (ج 1610)
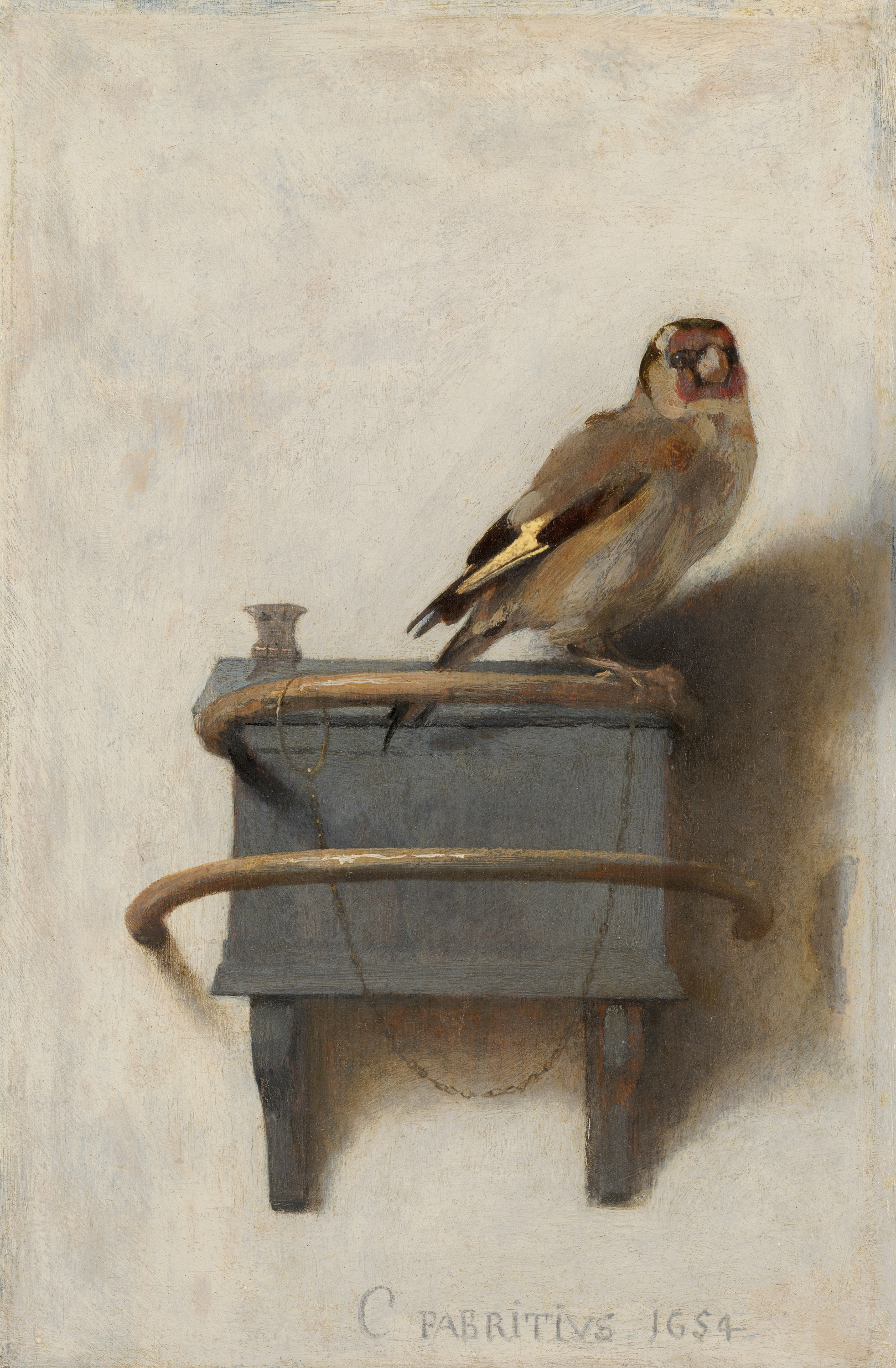
كاريل فابريتيوس ذي غولدفينتش (1654)
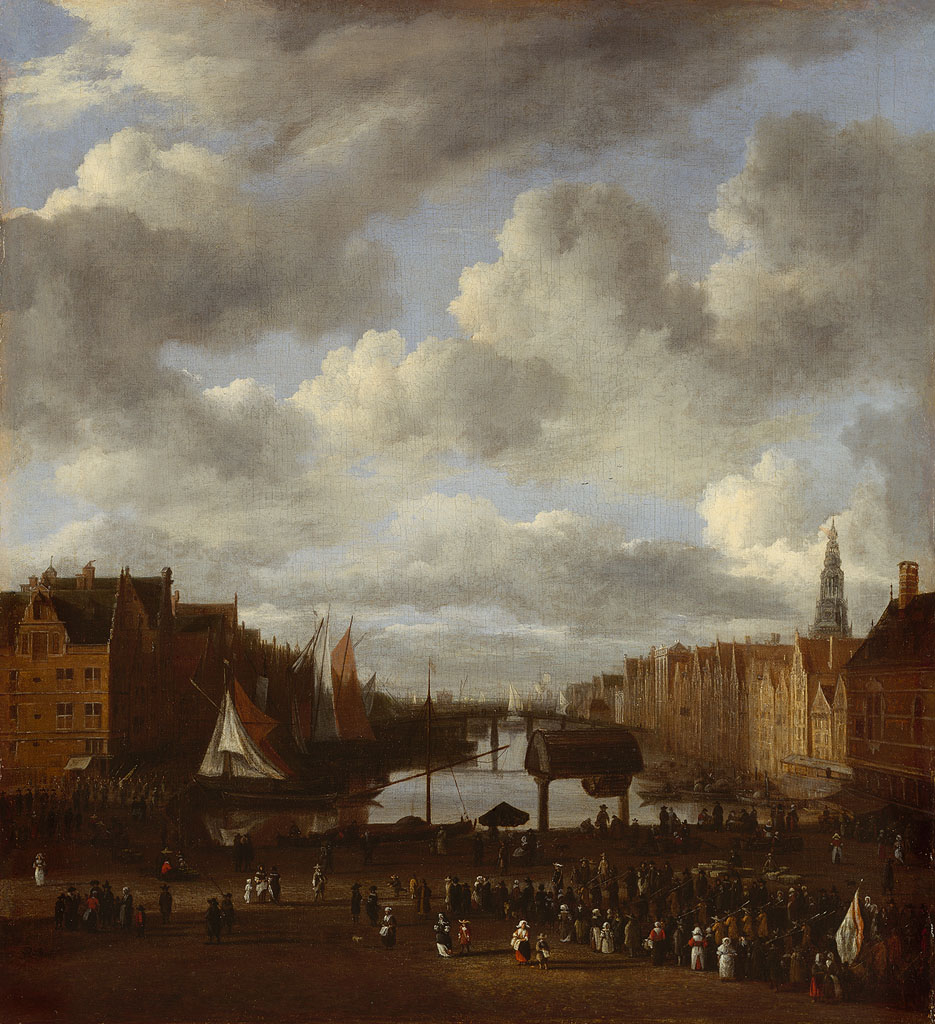
جاكوب فان رويسديل منظر للسد وعلامة أمستردام (1670)

## الإدارة

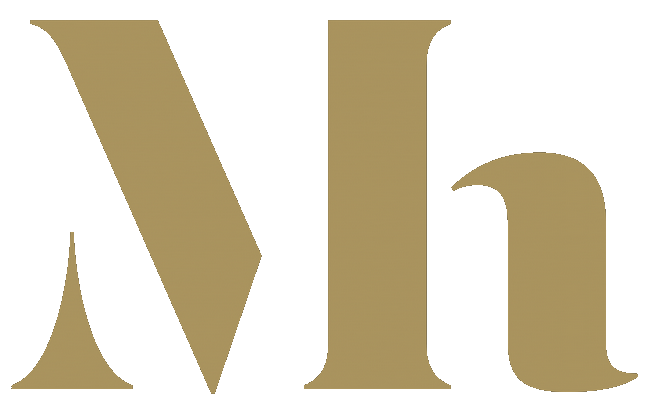
شعار المتحف.

كان ماورتشهاوس متحف الدولة حتى عام 1995، عندما أصبح مستقلا. أدارت المنظمة أيضا معرض الأمير ويليام الخامس.
يضم المتحف حوالي 50 شخصا. إميلي أي.إٍس. غوردنكر هو مدير المتحف منذ عام 2008، وكان فيكتور موسولت نائب المدير منذ عام 2007.
في الفترة ما بين 2005-2011، تلقى ماورتشهاوس بين 205,000 و 262,000 زائر سنويا. في عام 2011، كان ماورتشهاوس المتحف ال 13 الأكثر زيارة في هولندا. في عام 2012، عندما أغلق المتحف للتجديد في 1 أبريل، تلقى 45,981 زائر. أغلق المتحف في عام 2013 وأعيد فتحه في 27 حزيران / يونيه 2014.

### الزائرين
| السنة | الزائرين | السنة | الزائرين |
| ----- | -------- | ----- | -------- |
| 2005  | 222,477  | 2010  | 231,795  |
| 2006  | 244,610  | 2011  | 261,127  |
| 2007  | 230,000  | 2012  | 45,981   |
| 2008  | 240,000  | 2013  | مغلق     |
| 2009  | 205,678  | 2014  | 322,000  |